# Georg von Kirchmayr
Georg von Kirchmayr (14. září 1858 Praha – 24. prosince 1926 Vídeň) byl rakousko-uherský admirál. Jako absolvent námořní akademie sloužil u c. k. námořnictva od roku 1876, vystřídal službu na různých lodích, působil také v námořní administraci na ministerstvu války. V roce 1912 byl penzionován a o rok později povýšen na viceadmirála. Za první světové války byl znovu povolán do aktivní služby a v letech 1914–1918 zastával funkci velitele arzenálu válečného přístavu v Pule.

## Biografie

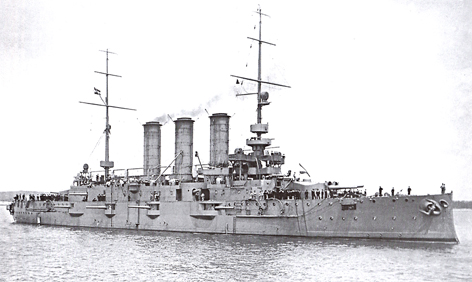
SMS Erzherzog Karl, vlajková loď admirála Georga Kirchmayra 1909–1910

Pocházel z rodiny s vojenskou tradicí, byl synem c. k. polního podmaršála Karla Kirchmayara (1823–1888). Po reálce ve Znojmě studoval na C. k. námořní akademii v Rijece (1872–1876) a jako kadet nastoupil v roce 1876 k námořnictvu. Další průpravu získal na výcvikové lodi SMS Adria, poté sloužil u jednotek námořní pěchoty nebo u Hydrografického úřadu v Pule. V roce 1879 získal hodnost praporčíka a v letech 1884–1885 na korvetě SMS Aurora absolvoval cestu do jižní Ameriky. Prošel kurzem pro důstojníky dělostřelectva a sloužil na různých plavidlech typu dělových člunů. Postupoval v hodnostech (poručík II. třídy 1887, poručík I. třídy 1890). Sloužil na výcvikových lodích SMS Schwarzenberg a SMS Alpha a mimo jiné doprovázel císařovnu Alžbětu na cestách po Středomoří jako navigační důstojník na císařských jachtách SMS Miramar a SMS Greif. Několik let působil u Námořního technického výboru a v letech 1895–1896 byl dělostřeleckým důstojníkem na křižníku SMS Kaiserin Elisabeth.
V letech 1896–1898 byl úředníkem v prezidiální kanceláři námořní sekce na ministerstvu války ve Vídni a mezitím byl povýšen na korvetního kapitána (1. listopadu 1899). V letech 1901–1902 byl prvním důstojníkem na pancéřovém křižníku SMS Kaiserin und Königin Maria Theresia a poté byl přidělen k námořnímu sborovému velitelství v Pule. K datu 1. května 1903 získal hodnost fregatního kapitána a vystřídal velitelský post na bitevních lodích SMS Szigetvár, SMS Budapest a SMS Kaiser Karl VI. (1906–1907).
K datu 1. května 1907 byl povýšen do hodnosti kapitána řadové lodi a v letech 1907–1909 byl přednostou I. odboru v námořní sekci na ministerstvu války. V letech 1909–1910 byl velitelem bitevní lodi SMS Erzherzog Karl a v létě 1910 krátce velel na bitevní lodi SMS Erzherzog Franz Ferdinand, vlajkové lodi eskadry. V říjnu 1910 přešel na pozici zástupce velitele námořní základny v Pule a ke dni 1. listopadu 1910 získal hodnost kontradmirála. V letech 1911–1912 byl velitelem námořního arzenálu v Pule. Ke dni 1. října 1912 byl penzionován a mimo aktivní službu byl povýšen do hodnosti viceadmirála (29. července 1913). Na začátku první světové války byl znovu povolán do služby a v letech 1914–1918 zastával opět funkci velitele námořního arzenálu v Pule. V dubnu 1918 odešel definitivně do výslužby.

## Tituly a ocenění
Od roku 1887 užíval šlechtický titul rytíře, který získal jeho otec. Během služby u námořnictva se stal nositelem vysokých vyznamenání v Rakousku-Uhersku i v zahraničí.

### Rakousko-Uhersko
- Válečná medaile (1883)
- Jubilejní pamětní medaile (1898)
- Vojenský záslužný kříž III. třídy (1901)
- Služební odznak pro důstojníky III. třídy (1901)
- Vojenský jubilejní kříž (1908)
- Řád železné koruny III. třídy (1909)
- rytířský kříž Leopoldova řádu (1912)
- Služební odznak pro důstojníky II. třídy (1914)
- Vojenský záslužný kříž II. třídy s válečnou dekorací (1915)
- komturský kříž Řádu Františka Josefa s hvězdou a válečnou dekorací (1918)

### Zahraničí
- Řád Medžidie IV. třídy (1892, Osmanská říše)
- rytířský kříž Řádu Kristova (1894, Portugalsko)
- Řád knížete Danila I. II. třídy (1910, Černá Hora)
- Železný kříž II. třídy (1915, Německo)
- Železný kříž I. třídy (1917, Německo)
- Zlatá záslužná medaile (1918, Osmanská říše)
- Kříž Fridricha Augusta II. třídy (1918, Oldenbursko)